# Románia a 2017-es rövid pályás úszó-Európa-bajnokságon
Románia a dániai Koppenhágában megrendezett 2017-es rövid pályás úszó-Európa-bajnokság egyik részt vevő nemzete volt, melyen három férfi sportolóval képviseltette magát.

## Eredmények

### Férfi
| Versenyző     | Versenyszám    | Előfutam | Előfutam | Előfutam | Elődöntő | Elődöntő | Elődöntő | Döntő   | Döntő    |
| Versenyző     | Versenyszám    | Idő      | Hely.    | Össz.    | Idő      | Hely.    | Össz.    | Idő     | Helyezés |
| ------------- | -------------- | -------- | -------- | -------- | -------- | -------- | -------- | ------- | -------- |
| Robert Glință | 50 m hát       | 23,59    | 3.       | 8.       | 23,21    | 1.       | 2.       | 23,19   | 5.       |
| Robert Glință | 100 m hát      | 51,20    | 5.       | 8.       | 50,30    | 2.       | 3.       | 49,99   |          |
| George Rațiu  | 50 m gyors     | 22,32    | 3.       | 57.      | kiesett  | kiesett  | kiesett  | kiesett | kiesett  |
| George Rațiu  | 100 m gyors    | 50,33    | 8.       | 77.      | kiesett  | kiesett  | kiesett  | kiesett | kiesett  |
| George Rațiu  | 50 m pillangó  | 23,45    | 3.       | 30.      | kiesett  | kiesett  | kiesett  | kiesett | kiesett  |
| George Rațiu  | 100 m pillangó | 53,91    | 3.       | 53.      | kiesett  | kiesett  | kiesett  | kiesett | kiesett  |
| Cătălin Ungur | 50 m gyors     | 21,96    | 2.       | 35.      | kiesett  | kiesett  | kiesett  | kiesett | kiesett  |
| Cătălin Ungur | 50 m hát       | 23,52    | 1.       | 4.       | 23,34    | 3.       | 5.       | 23,42   | 7.       |
| Cătălin Ungur | 100 m hát      | 51,63    | 1.       | 12.      | 51,36    | 6.       | 13.      | kiesett | kiesett  |
| Cătălin Ungur | 50 m pillangó  | 23,20    | 1.       | 21.      | kiesett  | kiesett  | kiesett  | kiesett | kiesett  |